# Österreichische Schule

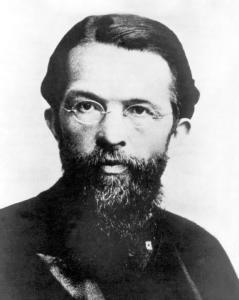
Carl Menger

Als Österreichische Schule, Wiener Schule oder Österreichische Grenznutzenschule wird eine Gruppe von Theoretikern bezeichnet, die eine bestimmte heterodoxe Lehrmeinung in der Volkswirtschaftslehre vertreten. Zentral ist die Idee der evolutorischen Schöpfung von Wissen durch den Unternehmer und die Betrachtung der dynamischen Unsicherheit wirtschaftlicher Abläufe. Die Schule betont die Bedeutung der einzelnen Menschen und deren individueller Vorlieben für die wirtschaftlichen Prozesse (Subjektivismus, Methodologischer Individualismus). Hinzu kommt eine Abneigung gegenüber der mathematischen Darstellungsform volkswirtschaftlicher Zusammenhänge – mit einigen Ausnahmen, wie z. B. Oskar Morgenstern (vierte Generation) und Roger W. Garrison (New Austrians). Dem Mathematik-skeptischen Ansatz gegenüber stehen die etwa gleichzeitig entstandene Lausanner Schule und weitere Theorien mit ihren mathematisch formulierten Gleichgewichtsmodellen (Neoklassische Theorie). Die Anhänger und Vertreter der Österreichischen Schule sind bis heute der Ansicht, dass Theorien letztlich nicht durch Geschichte oder Empirie widerlegbar seien.
Als Gründer der Österreichischen Schule wird gemeinhin Carl Menger angesehen, der mit der Grenznutzenlehre zur Entwicklung der Grenznutzenschule beitrug: Er vertrat die Auffassung, dass das klassische Wertparadoxon, also die Frage nach dem Verhältnis von Wert und Nutzen, dadurch gelöst werden kann, dass der Wert eines Gutes durch den Beitrag einer weiteren Einheit eines Gutes zur Befriedigung eines menschlichen Bedürfnisses bestimmt wird. Bekannt wurde dieser Ansatz im Methodenstreit der Nationalökonomie mit der Historischen Schule, in dem Menger die These vertrat, die Wirtschaftstheorie sei gegenüber der Wirtschaftsgeschichte unabhängig. Eugen von Böhm-Bawerk ergänzte Mengers Lehre um eine subjektivistische Kapitaltheorie, wonach der Kapitalzins in einem Marktprozess zwischen Individuen mit unterschiedlichen Zeitpräferenzen entsteht. Der Eigentümer von Kapital verzichte auf Konsum in der Gegenwart, um als Gegenleistung für seinen Verzicht den Zins zu erhalten. Ludwig von Mises baute auf dieser Basis eine Geld- und Konjunkturtheorie auf. Er erklärte Konjunkturzyklen mit der Verzerrung des Produktionsprozesses durch die Geldschöpfung der Zentralbanken, die durch zu niedrige Zinsen überhöhte Investitionen anregen. Friedrich von Hayek präzisierte diese Theorie und stellte sich damit in scharfen Gegensatz zur Theorie John Maynard Keynes’ und zum Monetarismus (Chicagoer Schule).
Seit Mitte des 20. Jahrhunderts stehen die meisten Ökonomen der modernen Österreichischen Schule kritisch gegenüber und betrachten ihre Ablehnung von mathematischer Modellierung, Ökonometrie und makroökonomischer Analyse als heterodoxe Ökonomie, d. h. außerhalb des ökonomischen Mainstreams.

## Begriffsinhalt
Mit Österreichischer Schule beziehungsweise Austrian School werden zum Teil sehr unterschiedliche Positionen bezeichnet. Israel Kirzner, ein Schüler Ludwig von Mises’, unterscheidet fünf verschiedene Auffassungen über den Begriffsinhalt:
1. Die vor allem in Deutschland und Österreich verbreitete Sicht der Österreichischen Schule als eine rein historische Epoche der Wirtschaftswissenschaft, deren Lehren (vor allem die Lehre vom Grenznutzen und einer von der Wirtschaftsgeschichte unabhängigen Wirtschaftstheorie) spätestens ab 1930 von fast allen anderen Schulen anerkannt wurden.
2. Das wiederholte Interesse an der Kapitaltheorie Böhm-Bawerks, jedoch ohne die streng subjektivistische Theorie Mengers. In diesem Sinne wird der Begriff vor allem bei John Richard Hicks (Capital and Time: A Neo-Austrian Theory (1973)), Peter Bernholz und Malte Michael Faber (Introduction to Modern Austrian Capital Theory (1979)) verwandt.
3. Mit austrian wird seit Anfang der 1980er Jahre in den USA eine generell libertäre politische Philosophie der Befürwortung freier Märkte bezeichnet. Dies geht insbesondere auf Murray Rothbard zurück.
4. Als ein seit etwa 1970 in den USA bestehendes Interesse an der historischen Österreichischen Schule mit den Ideen und Methoden Carl Mengers und der im Folgenden als erste Generation bezeichneten Wirtschaftstheoretiker unter Einschluss der späteren Konzepte von Mises’ und von Hayeks; zum Teil wird die Bezeichnung Neo-Austrians verwendet. In diesem Sinne findet sich der Begriff bei Murray N. Rothbard (Man, Economy and the State (1962)), Israel Kirzner (Competition and Entrepreneurship (1973)). Die Neo-Austrians grenzen sich vor allem durch ihre Betrachtung von Märkten als Prozess im Gegensatz zum in der Wirtschaftswissenschaft vorherrschenden Gleichgewichtsmodell ab.
5. Die Bezeichnung einer allgemein subjektivistischen Theorie der Mikroökonomie, die die Unsicherheit aller ökonomischen Entscheidungen betont. Kirzner ordnet diesem Verständnis das Werk von G. L. S. Shackle und Ludwig Lachmann zu.

## Lehren (Überblick)
Fritz Machlup, ein Schüler von Wiesers und von Mises’, nennt 1982 sechs Hauptlehren der Österreichischen Schule, die um etwa 1930 das Herzstück der Österreichischen Neuerungen bilden:
- Methodologischer Individualismus: Wirtschaftliche Sachverhalte müssen aus dem Handeln von Individuen heraus erklärt werden (nicht zu verwechseln mit ideologischem oder politischem Individualismus, den Gegensatz stellt der methodologische Kollektivismus dar).
- Methodologischer Subjektivismus: Wirtschaftswissenschaft basiert auf der Untersuchung der Handlungen realer Individuen, deren subjektivem Wissen (beziehungsweise Unwissen), ihrer subjektiven Bedürfnisse und ihrer subjektiven Erwartungen.
- Grenznutzenlehre: Alle ökonomischen Entscheidungen werden durch den Grenznutzen bestimmt.
- Nützlichkeit: Subjektive Wertungen (Nützlichkeit) und abnehmender Grenznutzen bestimmen die Nachfrage und somit den Marktpreis.
- Opportunitätskosten (auch Wiesersches Kostengesetz): Handlungen sind abhängig von der Bewertung alternativer Handlungsmöglichkeiten.
- Zeitstruktur von Konsum und Produktion: Die Entscheidung zu sparen oder zu konsumieren entsteht durch die subjektive Zeitpräferenz.

Als innerhalb der Schule umstritten führt er die folgenden Lehren auf, die insbesondere durch Ludwig von Mises ab den 1960ern in die USA ausstrahlten:
- Vollständige Souveränität der Konsumenten: Die Konsumenten drücken ihre Bedürfnisse über die Nachfrage aus. Nur der von Staatseingriffen unbehinderte Markt sorgt durch Wettbewerb dafür, dass permanent (über das Preissystem als Steuermechanismus) die Bedürfnisse der Konsumenten optimal befriedigt werden.
- Politischer Individualismus: Nur vollständige ökonomische Freiheit sorgt dauerhaft für politische und moralische Freiheit der Bürger. Ökonomische Beschränkungen führen zur zunehmenden Ausbreitung und Beschränkung politischer und moralischer Freiheit.

Da die unbestrittenen Thesen der Schule bald von allen ökonomischen Schulen anerkannt wurden, sieht Israel Kirzner die Liste als um zwei Punkte ergänzungsbedürftig im Hinblick auf das Spätwerk von Mises’ und von Hayeks an:
- Märkte und Wettbewerb als Lern- und Entdeckungsprozess
- Individuelle Entscheidungen als Wahl zwischen individuell zu identifizierenden Alternativen in grundsätzlich unbekanntem Kontext.

Die US-amerikanischen Neo-Austrians, die im Wesentlichen durch von Mises und dessen Schüler Murray Rothbard geprägt sind, definieren sich vor allem durch die Abgrenzung zu den neoklassischen und (neo-)keynesianischen, als statisch bezeichneten, Gleichgewichtsmodellen. Jesús Huerta de Soto, ein spanischer Vertreter der Neo-Austrians, hebt als Merkmale dieser speziellen Richtung folgende Lehren hervor:
- Ausformung einer universalen Theorie menschlichen Handelns (im Gegensatz zur rein wirtschaftswissenschaftlichen Theorie der Rationalen Entscheidung).
- Der wissenschöpfende, kreative Unternehmer als Wirtschaftssubjekt (im Gegensatz zum neoklassischen homo oeconomicus).
- Möglichkeit unternehmerischer Fehler (im Gegensatz zur neoklassischen Modell vollständiger Information).
- Strenge Unterscheidung zwischen objektivem (wissenschaftlichem) und subjektivem (praktischem) Wissen.
- Märkte als Entdeckungsprozess (im Gegensatz zum neoklassischen Modell der vollständigen Konkurrenz).
- Subjektive Kostentheorie (im Gegensatz zur neoklassischen objektiven Kostentheorie).
- Verbale Logik (im Gegensatz zur neoklassischen mathematischen Formalisierung).
- Aprioristisch-deduktive Methode (im Gegensatz zum empirischen Modell).
- Unmöglichkeit quantitativer Vorhersagen, sondern Beschränkung auf pattern predictions.
- Vorhersage wirtschaftlicher Geschehnisse durch die unternehmerische Fähigkeiten jedes Menschen (im Gegensatz zum Sozialingenieur).

## Methodik
Die Österreichische Schule ist der Ansicht, dass Theorien infolge der „Theoriegebundenheit der Daten“ nicht eindeutig durch Geschichte oder Empirie falsifizierbar seien. In der Praxis ging der Erkenntnisskeptizismus der neueren österreichischen Schule weit über den kritischen Rationalismus hinaus. Friedrich von Hayek hat nie versucht, seine Theorien empirisch zu überprüfen. Er rechtfertigte dies damit, dass nur bei simplen Theorien, nicht aber bei komplexen Phaenomenen – wie Hayeks Arbeiten – ein empirischer Test möglich sei. Eine solche Position wäre selbst aus Sicht eines Vertreters des kritischen Rationalismus unhaltbar. Dies wiegt umso schwerer, als Hayek praktische Probleme lösen wollte. Hier ist es offensichtlich unlogisch, bei einem per-se-Urteil stehen zu bleiben, ohne die konkrete Wirkung zu testen. Ludwig von Mises Weltbild war geprägt von Katallaktik und Praxeologie, einem radikalen Apriorismus und einer totalen Opposition gegenüber Empirie, Ökonometrie und steriler Mathematik.

## Theoriegeschichte und -entwicklung

### Antike und scholastische Vorgänger
Vertreter der Schule sehen bereits in Ciceros De re publica 51 v. Chr. Argumente vorweggenommen, die später zentral für von Mises’ und von Hayeks Überlegungen zur Unmöglichkeit des Sozialismus sein würde: Niemals habe eine zentrale Planstelle vergleichbares Wissen verfügbar, wie es über das Preissystem zum Ausdruck komme. Eine zentral verwaltete Wirtschaft sei somit zwangsläufig einem Marktsystem an Leistungsfähigkeit unterlegen.

“(2) Is dicere solebat ob hanc causam praestare nostrae civitatis statum ceteris civitatibus, quod in illis singuli fuissent fere, qui suam quisque rem publicam constituissent legibus atque institutis suis, ut Cretum Minos, Lacedaemoniorum Lycurgus […], nostra autem res publica non unius esset ingenio, sed multorum. […] Nam neque ullum ingenium tantum extitisse dicebat, ut, quem res nulla fugeret, quisquam aliquando fuisset, neque cuncta ingenia conlata in unum tantum posse uno tempore providere, ut omnia complecterentur sine rerum usu ac vetustate.”

„(2) Dieser Mann pflegte zu sagen, darin liege der Grund des Vorzuges unserer Verfassung vor der der übrigen Staaten, dass, während in diesen immer nur einzelne lebten, die, jeder in seinem Vaterland, die Verfassung des Staates durch ihre Gesetze und Einrichtungen begründet hätten; zum Beispiel bei den Kretern Minos, bei den Spartanern Lykurgos; […] dagegen in unserem Staat nicht das Talent eines einzelnen, sondern vieler, die Verfassung begründete. […] Denn, sagte er, nie und nirgends gab es wohl einen Mann von so allumfassenden Geist, dem gar nichts entgangen wäre; auch ist es unmöglich, dass ein Verein aller Talente in einem Zeitraum alles so auf die Dauer berechnen könnte, dass er die Erfahrung und die Probe der Zeit zu ersetzen vermöchte.“

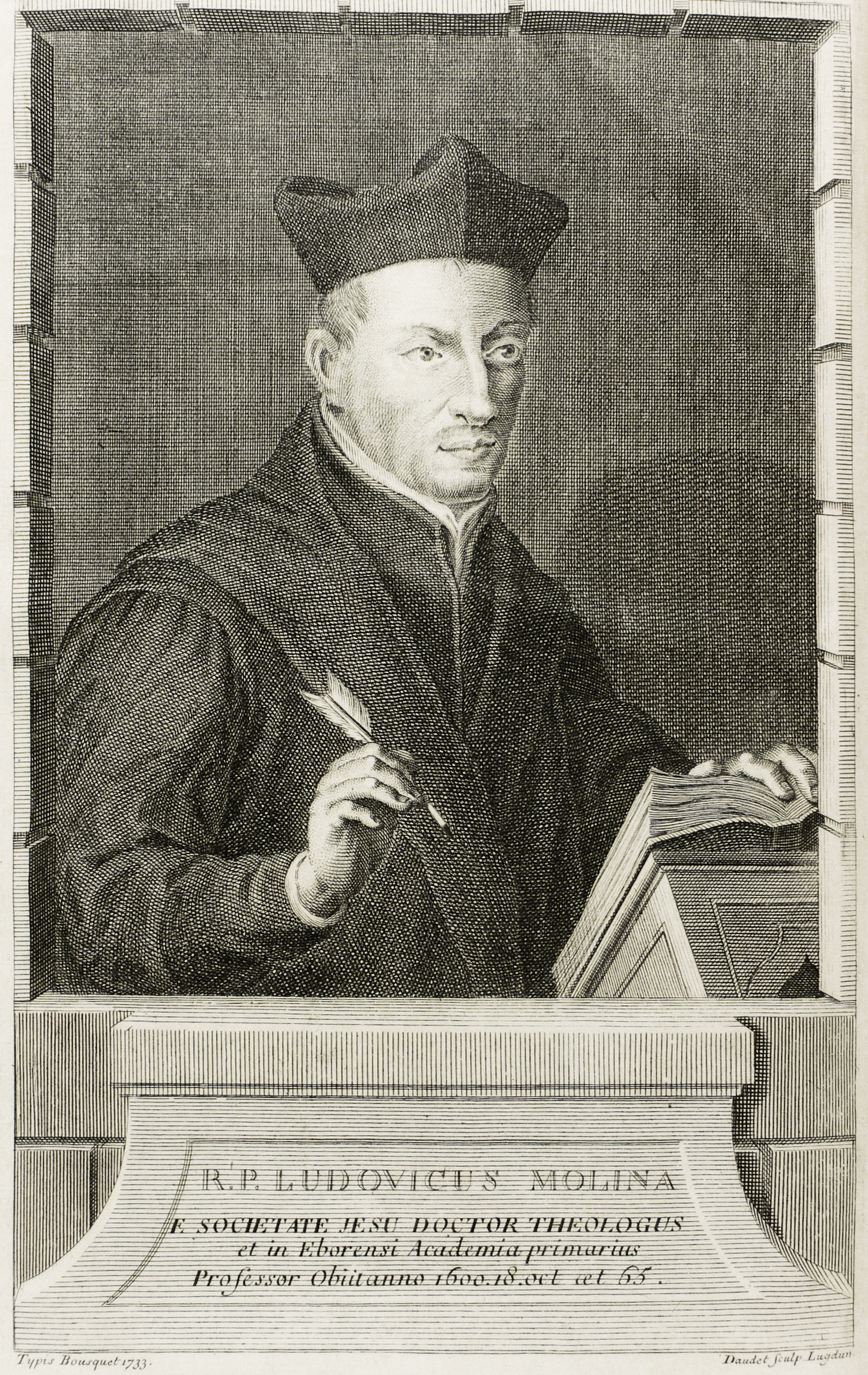
Luis de Molina (1536–1624)

Von Hayek sieht im Gegensatz zu Max Weber die Ursprünge des Kapitalismus nicht in calvinistischer und protestantischer Ethik, sondern in der spätscholastischen Schule von Salamanca und zitiert in seiner Nobelpreisrede von 1974 Luis de Molina und Juan de Lugo; Murray Rothbard bezeichnete die Schule von Salamanca als „proto-austrians“. Jesús Huerta de Soto sieht in ihren Lehren sowie bei Richard Cantillon und Turgot bereits alle wesentlichen Ideen der Österreichischen Schule vorweggenommen:
Diego de Covarrubias y Leyva (1512–1577) habe bereits in Omnia Opera (1604) eine subjektive Werttheorie entwickelt, nach der der Wert einer Sache nicht von immanenten, objektiv gegebenen Eigenschaften, sondern allein von der ihr subjektiv entgegengebrachten Wertschätzung abhinge. Carl Menger zitiert dessen Werk Veterum collatio numismatum in Grundsätze der Volkswirthschaftslehre (1871). Das Verhältnis von Kosten zu Preisen werde bei Luis Saravia de la Calle erörtert; in Instrucción de mercadores (1544) lehre dieser (im Gegensatz zur späteren klassischen Nationalökonomie), dass Kosten von Preisen abhingen. Der gerechte Preis werde durch die Marktknappheit bestimmt. Die Idee vom dynamischen Wettbewerb werde bereits bei Luis de Molina und Jerónimo Castillo de Bovadillo (Política para corregidores (1585)) behandelt. Über die für die spätere klassische Nationalökonomie so charakteristischen Gleichgewichtspreise schreibe Juan de Lugo (1583–1660) 1643: „pretium iustum matematicum licet soli Deo notum“ (deutsch: „den gerechten mathematischen Preis zu kennen, ist nur Gott erlaubt“). Überlegungen zur Zeitpräferenz und zur Geldschöpfung durch Banken fänden sich 1556 bei Martín de Azpilcueta. 1605 veröffentlicht Juan de Mariana in De monetae mutatione eine Theorie über die schädlichen Folgen der Inflation sowie 1625 den Discurso sobre las enfermedades de la companía, in dem er staatliche Intervention aufgrund des begrenzten Wissens des Staates für schädlich erklärt. Intervention stelle eine Verletzung von Naturrechten dar und führe langfristig zu Chaos.
Der kreative Unternehmer als Schlüsselfigur des Wirtschaftsprozesses werde bei Richard Cantillon 1730 behandelt, verstreutes Wissen 1759 bei Turgot. Jaime Balmes (1810–1848) beschäftige sich in seinem Aufsatz Verdadero idea del valor (1844) mit dem klassischen Wertparadoxon und stelle Überlegungen zur Lösung durch Betrachtung des Grenznutzens an.
Zu den Vorläufern im engeren Sinn gehört die deutsche Gebrauchswertschule mit ihrem Ansatz der subjektiven Wertlehre, vertreten u. a. von Gottlieb Hufeland, Karl Heinrich Rau und Friedrich von Hermann.

### Erste Generation: Carl Menger (1840–1921)

#### Grundsätze der Volkswirthschaftslehre(1871)
Erste und zweite Generation werden auch als ältere Österreichische Schule zusammengefasst. Als eigentlicher Begründer der Schule gilt Carl Menger mit seinen 1871 erschienenen Grundsätzen der Volkswirthschaftslehre, die Wilhelm Roscher gewidmet sind. Die Grundsätze sind die erste Gesamtdarstellung der Ökonomie aus konsequent subjektivistischer Sicht. Menger sah sie vor allem in scharfem Gegensatz zur klassischen Nationalökonomie. Zentrum von Mengers Überlegungen ist der Mensch als kreativ Handelnder und als Protagonist aller wirtschaftlichen und sozialen Prozesse. Ausgehend vom methodologischen Subjektivismus sah Menger als „Endzweck“ allen Wirtschaftens die Befriedigung menschlicher Bedürfnisse. Güter teilte er deshalb in Güter erster Ordnung (oder Konsumgüter) und Güter höherer Ordnung ein. Durch Güter erster Ordnung werden direkt menschliche Bedürfnisse befriedigt; Güter höherer Ordnung bilden Zwischenstationen bei der Produktion Güter erster Ordnung. Der Wert eines Gutes ist seine subjektive Wertschätzung für die Befriedigung menschlicher Bedürfnisse, die Nützlichkeit: „die Tauglichkeit eines Dinges, der Befriedigung menschlicher Bedürfnisse zu dienen.“ Huerta de Soto sieht dies als den wichtigsten Beitrag Mengers in der Volkswirtschaftslehre; Frank H. Knight wertete dies hingegen als „weniger wichtige Beiträge“.
Das sogenannte klassische Wertparadoxon wurde von Menger mithilfe der Betrachtung des Grenznutzens gelöst. Diesen Weg hatten fast gleichzeitig mit ihm und jeweils unabhängig voneinander, bereits Hermann Heinrich Gossen, Léon Walras (Eléments d’économie politique pure (1874)) und William Stanley Jevons (Theory of Political Economy (1871)) eingeschlagen; im Gegensatz zu diesen beruht Mengers Erklärung nicht auf mathematischen Überlegungen, sondern ist lediglich eine Konsequenz der angewandten subjektivistischen Betrachtung.

#### Untersuchungen über die Methode der Socialwissenschaften(1883)

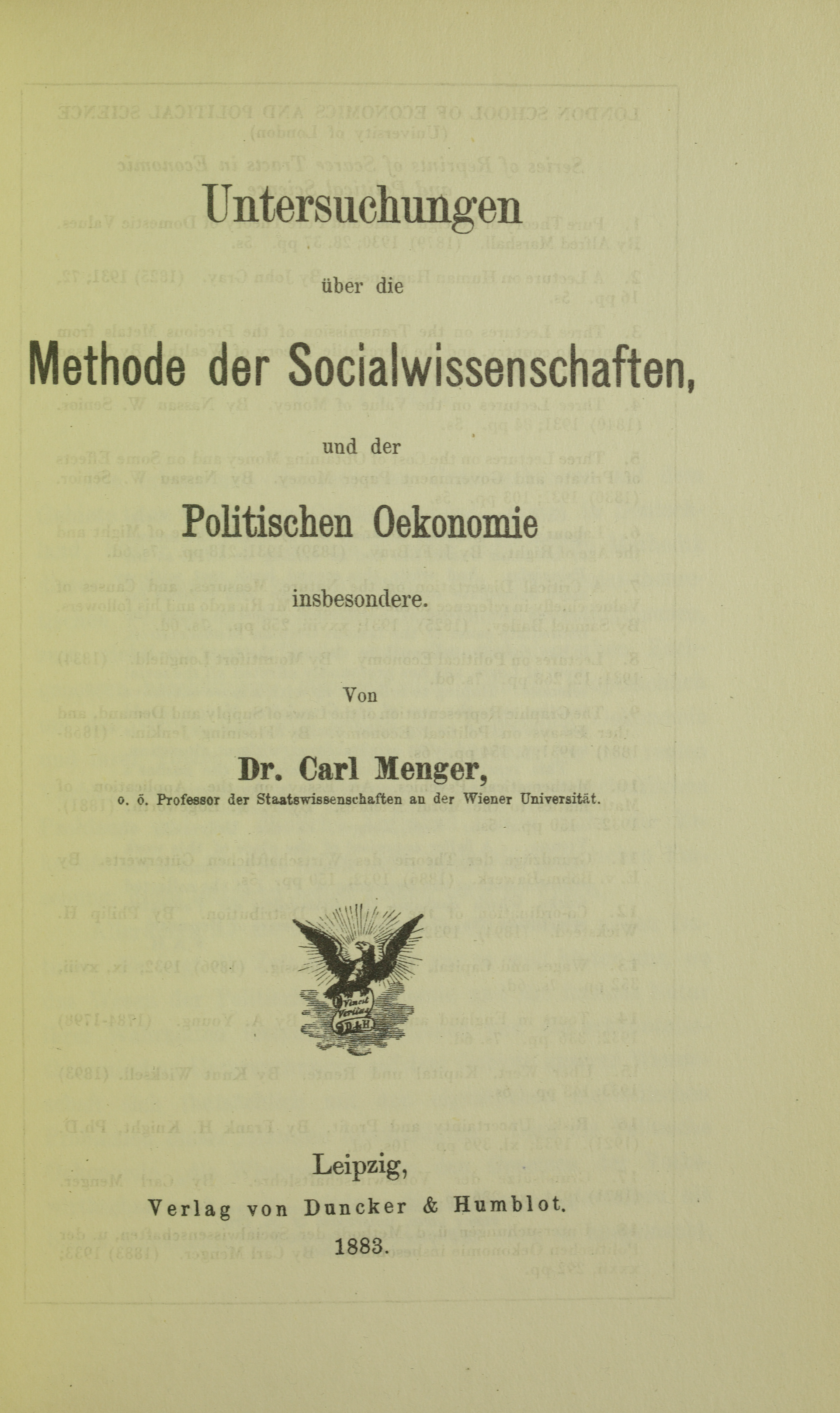
Untersuchungen über das Methode der socialwissenschaften und der politischen Ökonomie insbesondere, 1933

Ein weiterer wichtiger Beitrag Mengers ist seine Theorie der Entwicklung von „Socialerscheinungen“, die er am Beispiel des Geldes bereits in den Grundsätzen erörterte. In den Untersuchungen über die Methode der Socialwissenschaften und der Politischen Oekonomie insbesondere (1883) beschäftigte ihn später erneut die Frage: „Wieso vermögen dem Gemeinwohl dienende und für dessen Entwickelung höchst bedeutsame Institutionen ohne einen auf ihre Begründung gerichteten Gemeinwillen zu entstehen?“ Friedrich von Savigny, Montesquieu, Hume und Burke hatten die theoretische Tradition einer evolutiven, historischen und spontanen Entwicklung begründet; ihnen standen die Vertreter einer rationalistischen Betrachtungsweise (Thibaut, Bentham) gegenüber. Menger bekannte sich in den Grundsätzen zur historischen Betrachtungsweise. Dies verallgemeinerte er in den Untersuchungen. Alle sozialen Erscheinungen seien „unbeabsichtigte Resultante“ und entstünden spontan und evolutiv.
Unter Berufung auf Aristoteles vertrat Menger die These, dass die Erkenntnis der gesellschaftlichen Wirklichkeit zwei komplementäre, aber epistemologisch grundverschiedene Wissenschaften verlange: Theorie (εἶδος – eidos ‚Form‘) und Geschichte (ὕλη – hylē ‚Stoff‘). Die Theorie sei axiomatisch-deduktiv, wohingegen die Geschichte auf empirischen Daten beruhe. Die historische Schule vermische beides in unzulässiger Weise. Die Wirtschaftstheorie könne nie auf empirischen Daten beruhen, sondern sei eine reine Geisteswissenschaft, ähnlich der Mathematik. Die Wirtschaftsgeschichte sei demgegenüber eine eigenständige, aber gleichberechtigte Wissenschaft.

#### Der Methodenstreit der Nationalökonomie
Widerspruch in der deutschen Wirtschaftswissenschaft gegen Mengers Untersuchungen kam insbesondere von der in Preußen vorherrschenden Historischen Schule um Gustav von Schmoller, die einen relativistischen Ansatz vertrat. Menger hielt dagegen die ökonomischen Gesetze nicht für historisch relativ, sondern für logisch objektiv erkennbar. Die unterschiedlichen Ansätze führten zum sogenannten Methodenstreit der Nationalökonomie, in dem Mengers Werk vor allem von Eugen von Böhm-Bawerk und Friedrich von Wieser verteidigt wurde. Der Ausdruck Österreichische Schule (oder auch Wiener Schule) wurde dabei zunächst von Vertretern der historischen Schule gebraucht und sollte den Kreis um Menger als provinziell abwerten. Die Österreicher nahmen ihn aber bald selbst an und zitierten später gerne polemisch ihre Gegner, die sich selbst zunächst positiv gemeint als „intellektuelle Leibgarde des Hauses Hohenzollern“ bezeichnet hatten.
Im Verlaufe des Methodenstreites formierte sich die Österreichische Schule als neue, international anerkannte Richtung der Volkswirtschaftslehre; 1891 schrieb Eugen von Böhm-Bawerk einen Aufsatz für die amerikanische Zeitschrift Annals of the American Academy of Political and Social Science, in dem er ihre grundsätzlichen Lehren darlegte. Weitere Beiträge aus der Frühphase der Österreichischen Schule kamen von Johann von Komorzynski (Der Wert in der isolierten Wirtschaft (1889)), Robert Zuckerkandl (Zur Theorie des Preises (1889)), Viktor Mataja (Der Unternehmergewinn (1884)), Gustav Groß (Die Lehre vom Unternehmergewinn (1884)), Emil Sax (Grundlegung der theoretischen Staatswirtschaft (1887)) und Robert Meyer (Das Wesen des Einkommens (1887)). Bekanntheit im deutschsprachigen Raum erreichte die Schule durch die positive Erwähnung im Lehrbuch Grundriß der Politischen Ökonomie (1893) von Eugen von Philippovich.
Die Österreichische Schule ist bis heute der Ansicht, dass Theorien letztlich nicht durch Geschichte oder Empirie widerlegbar seien.

### Zweite Generation: Eugen von Böhm-Bawerk (1851–1914)

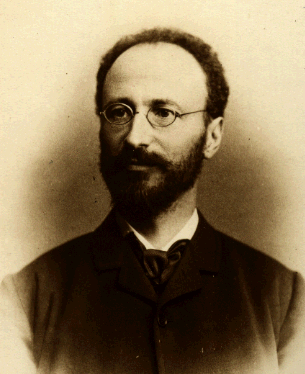
Eugen von Böhm-Bawerk (1851–1914)

Die zweite Generation hat ihre Prägung durch Eugen von Böhm-Bawerk erhalten. Daneben wird auch Friedrich von Wieser (1851–1926) gelegentlich der Österreichischen Schule zugerechnet. Er war nach 1903 der Lehrstuhlnachfolger Mengers und verfasste Beiträge zu einer subjektiven Theorie der Opportunitätskosten. Er verwandte erstmals den Begriff Grenznutzen. Von Mises hielt seine Arbeiten für wenig kreativ und ordnete ihn eher der Schule von Lausanne um Walras als der Wiener Schule zu. Von Hayek hielt sein Theorie der Gesellschaftlichen Wirtschaft (1914) eher für ein personal achievement als ein Werk der Österreichischen Schule.

#### Kapital und Kapitalzins (1884–1902)
Von Böhm-Bawerk trug in Kapital und Kapitalzins wesentlich zur Entwicklung einer subjektivistischen Kapital- und Zinstheorie bei. Menschliches Handeln bezeichnet für ihn jedes willensgesteuerte Verhalten des Menschen. Die Ziele dieses Handelns werden frei gewählt und durch frei gewählte Mittel, die subjektiv für das Ziel geeignet erscheinen, zu erreichen versucht. Wert und Nützlichkeit beschreiben dabei die psychische Wertschätzung des Zieles und des Mittels. Ziele und Mittel sind nicht objektiv gegeben, sondern Ergebnis des unternehmerischen Handelns des Menschen. Als Resultat der Willensbetätigung des Menschen stellt dieser, oft unbewusst, Pläne auf; ein Plan ist eine geistige Vorschau über das stufenweise Erreichen von Zielen in der Zeit. Zeit ist für ihn nicht im physikalischen Sinne zu verstehen, sondern eine Kategorie der Wirtschaftswissenschaften für das menschliche Handeln. Menschliches Verhalten hat stets ein Ziel. Von diesem Ziel ist der Mensch durch die Zeit getrennt. Den Einsatz von Zeit wertet der Mensch weniger als das zu erreichende Ziel. Er zieht dabei, ceteris paribus, bei zwei Bedürfnissen gleichen Wertes das früher zu erreichende dem später zu erreichenden vor (Gesetz der Gegenwartspräferenz).
Kapitalgüter sind Zwischenetappen in jedem Handlungs- und Produktionsprozess. Was Kapitalgüter sind, hängt von der subjektiven Betrachtung ab. Kapitalgüter dienen stets einem Ziel, das heißt, sie sind Güter höherer Ordnung (auch „Produktionsmittel“). Kapitalgüter können die natürlichen Ressourcen, Arbeit und Zeit sein, die durch die unternehmerischen Fähigkeiten des Menschen genutzt werden. Conditio sine qua non für die Erzeugung von Kapitalgütern ist das Sparen, das heißt der Verzicht auf unmittelbaren Konsum. Böhm-Bawerk erläutert dies am Beispiel Robinson Crusoes: Dieser sammelt zu seiner Ernährung jeden Tag Brombeeren. Durch einen Akt kreativer unternehmerischer Wissensschöpfung stellt er fest, dass er durch Zuhilfenahme eines Stockes höhere Äste biegen kann und somit mehr Brombeeren in kürzerer Zeit ernten kann. Einen geeigneten Stock zu finden und ihn zu bearbeiten, würde etwa fünf Tage dauern. Da er in dieser Zeit keine Brombeeren ernten kann, muss er für diese Zeit durch Sparen und zusätzliche Ernte vorsorgen, was etwa zehn Tage dauern würde. Die Akkumulation von Kapitalgütern entstehe somit durch Abwägung der bestmöglichen Ausnutzung von Gegenwart und Zukunft. Begeht der Kapitalist einen unternehmerischen Fehler, so erweist sich der Konsumverzicht als nutzlos. In modernen Volkswirtschaften habe sich die Aufgabe des Kapitalisten in keiner Weise demgegenüber geändert: Wenn die Wirtschaftsabläufe auch komplexer und der Zeithorizont wesentlich länger sei, so liege das wesentliche Merkmal des Kapitalisten im Sparen. Der Unterschied zwischen reichen und armen Nationen liege in der Höhe des in der Zeit angesparten Kapitalstockes. Unter Kapital versteht Böhm-Bawerk den Wert der Kapitalgüter in Marktpreisen. Da in sozialistischen Wirtschaftsordnungen keine Märkte und somit auch keine Preise vorhanden seien, sei keine Wirtschaftsrechnung möglich und es existiere folglich auch kein Kapital.
Die Wertschätzung von Gütern ist von Mensch zu Mensch und auch beim selben Menschen in der Zeit unterschiedlich. Folglich komme es durch Gütertausch zu einem Markt. Der Zins erkläre sich aus dem Zusammenspiel von Kapitalgütern und der Zeitpräferenz: Wenn manche Menschen Kapitalgüter in der Gegenwart höher einschätzen als Kapitalgüter in der Zukunft, so komme es auch hier zu einem Markt. Menschen, die Kapitalgüter in der Gegenwart niedrig bewerten, verzichten auf diese und geben sie an Menschen, die diese in der Gegenwart hoch einschätzen. So verzichte der Kapitalist auf einen Teil seines Konsums, um Arbeitern, aber auch Eigentümern der Produktionsmittel Kapital zur Verfügung zu stellen. Die unternehmerische Bewertung des Werts der Zeitpräferenz drücke sich in Marktpreisen aus: dem Zins. Der Zins sei zentral für die Produktionsstruktur einer Gesellschaft, wobei der Kreditmarkt nur ein geringer Teil dieses Marktes sei. Die Kapitaltheorie Böhm-Bawerks stellt für einige Beobachter den bleibenden Kern der Österreichischen Lehre dar; andere hingegen sehen Inkonsistenzen mit Mengers subjektivistischem Ansatz.

#### Kritik an Marshall, Marx und Clark
Parallel zum Methodenstreit führte Böhm-Bawerk einen Streit mit Alfred Marshall. Dieser sah den Preis als durch die historisch gegebenen Kosten determiniert, also als objektiv gegeben an. Böhm-Bawerk sah hingegen die Kosten als Ergebnis des Preises an (subjektive Kostentheorie).
Die Österreichische Schule begann bereits früh, sich mit dem Marxismus auseinanderzusetzen; ihre Vertreter lehnen dabei jede Art von Sozialismus und Zentralverwaltungswirtschaft ab. Dies geht vor allem auf Böhm-Bawerk zurück, der in seinem Werk Kapital und Kapitalzins (1884–1902) Mengers Werk erweiterte und dabei die Arbeitswerttheorie von Karl Marx – die für den Marxismus als grundlegend gilt – systematisch zu widerlegen versuchte, während viele andere Ökonomen sich erst nach der Oktoberrevolution 1918 mit dem Marxismus zu beschäftigen begannen. Böhm-Bawerk behauptete als erster die Inkonsistenz der Arbeitswerttheorie im ersten und dritten Band von Marx’ Das Kapital. Der Streit fand bei von Mises und von Hayek seine Fortführung im Streit um die Wirtschaftsrechnung im Sozialismus.
Böhm-Bawerk wandte sich vor allem gegen Marx’ Theorie der „Ausbeutung“ der Arbeiter. Tatsächlich würden die Eigentümer der Produktionsmittel den Arbeitern helfen, da sie diesen den Lohn bereits im Voraus zahlen würden. Marx ignoriere den Faktor Zeit und die Zeitpräferenz. Er überschätze zudem den Faktor Arbeit. Die Arbeitswerttheorie Marx’ sei zirkulär. Der technische Fortschritt ersetze nicht die menschliche Arbeit, er mache sie nur produktiver und sorge somit für die Erhöhung des Kapitalstocks und des Wohlstandes. Er wandte sich gegen Marx’ Krisentheorie des Kapitalismus: Warum solle der Kapitalist weiterproduzieren trotz sinkender Profitrate?
Auch durch seine Kritik an Marx wurde er bald zum bekanntesten Vertreter der Österreichischen Schule. Von marxistischer Seite betrachtete man diese bald als den Inbegriff bürgerlicher Marx-Kritik. Nikolai Bucharin versuchte diese Kritik von marxistischer Seite zu widerlegen. Rudolf Hilferding nahm 1906 an einem von Böhm-Bawerks Seminaren teil.
Böhm-Bawerk wandte sich auch gegen die Kapitaltheorie John Bates Clarks und Walras’, die er als „mystisch“ und „statisch“ bezeichnete. Kapital führe nicht als solches zu einem Zins („value jelly“). Es müsse dazu unternehmerisch sinnvoll eingesetzt werden.

### Dritte Generation: Ludwig von Mises (1881–1973)

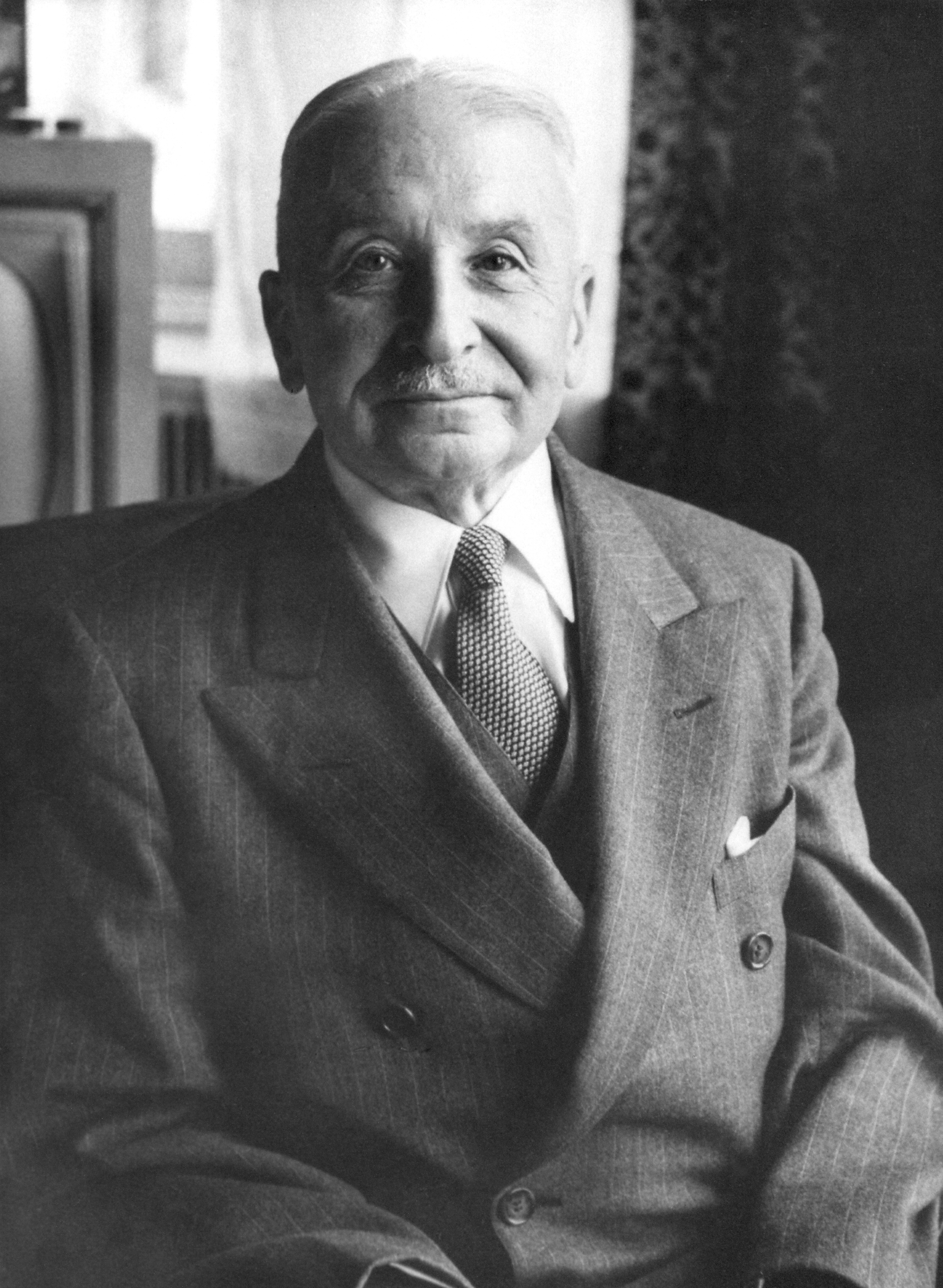
Ludwig von Mises (1881–1973)

Dritte und vierte Generation werden auch als jüngere Österreichische Schule zusammengefasst. Wichtigster Vertreter der dritten Generation war Ludwig von Mises. Weitere Vertreter dieser Entwicklungsphase sind Hans Mayer (der Lehrstuhlnachfolger Wiesers), Richard von Strigl, Ewald Schams, Leo Schonfeld-Illy und Alexander Mahr (Volkswirtschaftslehre (1948)). Von Mises war bis zur Lektüre von Mengers Grundsätzen im Winter 1903 ein Anhänger der historischen Schule Schmollers und nahm danach bis 1914 an Böhm-Bawerks Privatseminar teil, dem auch Joseph Schumpeter angehörte. Er erweiterte die Lehren Mengers und Böhm-Bawerks um eine Geld- und Kredittheorie, legte die Grundlagen für die Österreichische Theorie der Konjunkturzyklen. Er fasste die Lehren der Österreichischen Schule in der bisher systematischsten Form in Human Action zusammen.

#### Theorie des Geldes und der Umlaufmittel (1912)
Von Mises löste das Problem der zirkulären Argumentation bei der Anwendung des Grenznutzens auf die Theorie des Geldes durch sein Regressions-Theorem. Die Kaufkraft des Geldes entsteht durch Angebot und Nachfrage. Bis zu von Mises’ Theorie des Geldes und der Umlaufmittel stellte sich nun das Problem, dass die Nachfrage an Geld gerade durch seine Kaufkraft entsteht. Von Mises löste dies, indem er die Nachfrage an Geld heute auf seine Kaufkraft in der Vergangenheit zurückführte bis zu dem Tag, an dem zum ersten Mal Geld geprägt wurde. Dort sei der Wert des Geldes durch seinen Warenwert (beispielsweise den Goldwert) bestimmt worden. Die Theorie steht in Einklang mit Mengers evolutiver Theorie der sozialen Institutionen.
Von Mises’ Theorie des Geldes und der Umlaufmittel wurde bald das Standardwerk in diesem Bereich in ganz Kontinentaleuropa. Im angelsächsischen Raum wurde das Werk auch nach seiner Übersetzung ins Englische in den 30er Jahren kaum rezipiert. Keynes bedauerte später, nicht vor seinen Arbeiten von Mises’ Geldtheorie gewusst zu haben.
Von Mises’ Konjunkturtheorie entstand durch die Kombination von Böhm-Bawerks Kapitaltheorie und den Arbeiten der Currency School. Verantwortlich für Konjunkturzyklen sei die Geldschöpfung durch Banken und die Zentralbank. Durch zyklisches und unkontrolliertes Geldwachstum entstünden Kredite ex nihilo mit künstlich niedrigen Zinsraten. Durch Inflation und Kreditexpansion würde das gesamte Preissystem verzerrt, der Preis verliere seine Funktion der Information über Knappheit, unproduktive Produktionsweisen würden dadurch künstlich am Leben gehalten. Krisen und Rezessionen seien das unvermeidbare Resultat, um die dadurch induzierten Fehlinvestitionen an die Realität anzugleichen. Die Weltwirtschaftskrise sah von Mises als das Resultat monetärer Fehlentscheidungen in den 20er Jahren an. Die einzige Lösung seien Banken mit 100%iger Reserve. Von Mises’ Erklärung stellt die erste mikroökonomische Erklärung von Konjunkturzyklen dar.

#### Die Gemeinwirtschaft (1922)
Nach dem Methodenstreit und dem Streit um Böhm-Bawerks Kapitaltheorie stellt der Streit um die Unmöglichkeit des Sozialismus den dritten großen Streit in der Geschichte der Volkswirtschaftstheorie dar, in den die Österreichische Schule verwickelt war. Für von Mises war die Unmöglichkeit der Wirtschaftsrechnung im Sozialismus das Zentrum seiner Argumentation. In einer freien Wirtschaft entstehe der Preis aus der Verbindung zwischen subjektiver Wertschätzung (Ordinalzahlen) und freiwilligem Tausch auf dem Markt; die subjektive Wertschätzung drücke sich dort in Marktpreisen (Kardinalzahlen) aus, die Information über die Knappheit eines Gutes gäben. Sozialismus und Interventionismus basierten für von Mises letztlich auf Zwang und verhinderten dadurch freiwilligen Austausch. Die für die Wirtschaftsrechnung notwendige Umwandlung subjektiver Wertschätzung in Kardinalzahlen werde unterbunden. Die zentrale Verwaltungsstelle habe keine ausreichende Information.
Die Fehlschlüsse einer sozialistischen Wirtschaftstheorie sah von Mises in der klassischen objektiven Werttheorie begründet. In deren Gleichgewichtsmodellen seien alle wesentlichen Informationen objektiv gegeben; das Modell sei statisch. Frank Knight sah 1938 im Sozialismus tatsächlich kein wirtschaftliches, sondern ein politisches Problem.
Die Gemeinwirtschaft brachte Friedrich von Hayek, bis dahin fabianischer Sozialist, und Wilhelm Röpke zur Auseinandersetzung mit der österreichischen Schule und der Entfernung sozialistischer Vorstellungen. Oskar Lange, Wlodzimierz Brus und Harold Laski beschäftigen sich daraufhin mit dem für Marx noch unbedeutenden Problem der Wirtschaftsrechnung. Lionel Robbins wurde ebenfalls stark von Die Gemeinwirtschaft beeinflusst; er verfasste The Nature and Significance of Economic Science (1932), das enormen Einfluss auf die Rezeption der Österreichischen Schule im anglo-amerikanischen Raum hatte. Durch seine Vermittlung erlangte von Hayek 1931 eine Stellung an der London School of Economics. Von Mises’ Privatseminar wurde auch von Felix Kaufmann, Alfred Schütz und Eric Voegelin besucht.

#### Human Action (1949)
Human Action – A Treatise on Economics ist die systematischste und konsequenteste Zusammenfassung der Lehren der Österreichischen Schule, wie sie sich bis zu von Mises entwickelt hatte. In ihm entwickelt von Mises die Theorien Mengers und Böhm-Bawerks von einer Wirtschaftstheorie zu einer umfassenden Theorie des menschlichen Handelns, der Praxeologie, weiter. Für von Mises war sie eine wertfreie Wissenschaft, die für jede Handlung die Frage beantwortete: Hat eine Handlung die gewünschten Konsequenzen? Jedes Handeln hat für von Mises einen unternehmerischen Kern, der in der kreativen Schöpfung von Information über die Zukunft besteht. Unternehmertum besteht für von Mises nicht im Entscheiden nach nutzenmaximierender Berechnung. Den homo oeconomicus hielt er für ein untaugliches Modell. Der Gewinn eines Unternehmers entstehe nicht durch die Übernahme mathematischer Risiken, sondern durch die bestmögliche Voraussicht der zukünftigen Bedürfnisse der Verbraucher, der Suche und Schöpfung von Information. Unternehmerische Fähigkeit sei nicht erlernbar, sie sei von Grund auf unakademisch und beruhe stattdessen auf immanenten Fähigkeiten des Menschen.
Zu den Axiomen der Praxeologie von Mises’ gehört, dass jedes menschliche Handeln ein Ziel hat und zwischen diesen Zielen eine Wahl stattfindet. Wahl sei ein der Erkenntnis der äußeren Welt vorgeschaltetes Konzept der inneren Welt und eine Kategorie des menschlichen Handelns; empirisch sei es nicht zu überprüfen oder zu widerlegen, da Empirie nur Tatsachen der äußeren Welt erfasse. Auch die gewählten Ziele seien den ökonomischen Gesetzen nicht zugänglich, einzig die Zweckdienlichkeit der eingesetzten Mittel könne überprüft werden. Die zur Verfügung stehenden Mittel werden zunächst für wichtige Ziele genutzt (Gesetz vom abnehmenden Grenznutzen). Das frühere Erreichen desselben Ziels ist besser als dessen späteres Erreichen (Gesetz von der Zeitpräferenz). Alles menschliche Handeln vollzieht sich in der Zeit. Von einem Zustand zum nächsten wird der Mensch durch die Befriedigung von Bedürfnissen angetrieben. Die Geschichte sei demgegenüber die Theorie vom Inhalt des menschlichen Handelns in der Vergangenheit.

### Vierte Generation: Friedrich August von Hayek (1899–1992)

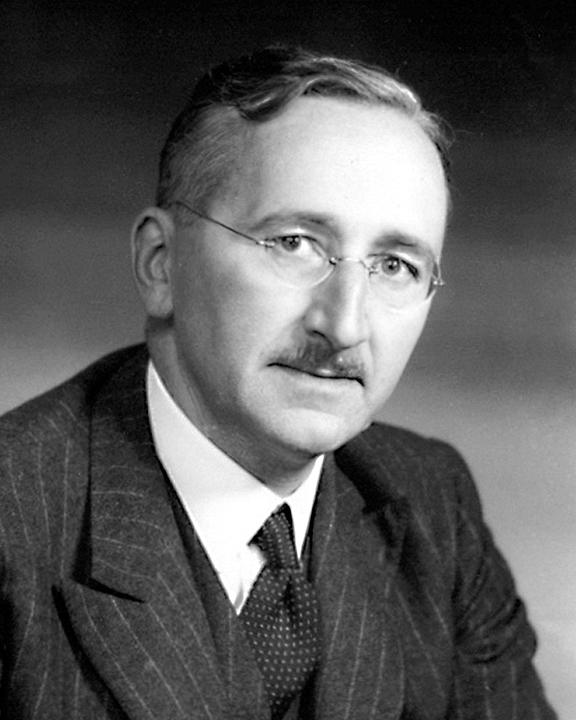
Friedrich August von Hayek

Zentral für die vierte Generation der Österreichischen Schule war Friedrich August von Hayek. Weitere bedeutende Vertreter der vierten Entwicklungsphase sind Gottfried Haberler, Fritz Machlup, Oskar Morgenstern, Paul Rosenstein-Rodan und Ludwig Lachmann.
Zu Beginn der 1930er Jahre hatten fast alle Vertreter der Österreichischen Schule (bis auf Hans Mayer) Wien verlassen (teilweise aus politischen Gründen) und arbeiteten in verschiedenen angelsächsischen Ländern weiter. Die streng historische Auffassung sieht die österreichische Schule größtenteils als in die gängige Volkswirtschaftslehre integriert an; mit dem Erlöschen Wiens als Zentrum sei auch die Wiener Schule erloschen und zu einer Episode der Wirtschaftsgeschichte geworden. Nachdem die Lehren der Historischen Schule kaum noch vertreten wurden, konnten die Vertreter der Österreichischen Schule davon ausgehen, dass sich ihre Lehren letztlich durchgesetzt hätten.
In den 1940er und 1950er Jahren realisierten die Vertreter der österreichischen Schule, dass sich ihre Lehren unter dem Einfluss von Mises und Hayek radikal vom Mainstream der Volkswirtschaftslehre wegbewegt hatte. Die österreichische Schule zählt seit Mitte der 1930er Jahre zur heterodoxen Ökonomie.

#### Preise und Produktion (1931)
Von Hayek baute die Konjunkturtheorie von Mises’ weiter aus. Preise und Produktion ist die Ausführung von Gedanken, die von Hayek bereits 1928 in seinem Aufsatz The intertemporal price equilibrium and movements in the value of money veröffentlicht hatte. 1974 erhielt von Hayek für Preise und Produktion den Alfred-Nobel-Gedächtnispreis für Wirtschaftswissenschaften, den er sich mit Gunnar Myrdal teilt. Seine Analyse basiert dabei grundsätzlich auf der traditionellen Gleichgewichtstheorie (Allgemeines Gleichgewichtsmodell). Einfluss übte auch die Theorie Knut Wicksells aus; demnach beruhen Ungleichgewichtsprozesse auf dem Auseinanderklaffen von natürlicher Zinsrate und dem von den Banken festgelegten Zins. Grundlegend für von Hayeks Konjunkturtheorie sind folgende Überlegungen: Durch freiwilliges Sparen verringert sich die Nachfrage nach Konsumgütern. Der relative Preis der Konsumgüter sinkt. Die Kapitalbildungsquote steigt, wodurch der Geldzins sinkt. Sinken die Kapitalkosten, so wird die Investition in ergiebigere Produktionsmittel lohnender (Ricardo-Effekt). Solange dies auf freiwilligem Sparen basiert, strebt die Wirtschaft einem Gleichgewicht entgegen. Zur Veranschaulichung seiner Theorie benutzte Hayek ein später nach ihm benanntes Dreieck, in dem die einzelnen Stufen der Produktion bis zum konsumierbaren Endprodukt durch Säulen dargestellt werden, deren Struktur sich durch den Ricardo-Effekt verschiebt.
Sinkt durch Kreditexpansion der Geldzins unter die natürliche Zinsrate, steigen die Investitionen in Produktionsmittel. Der verringerten Konsumgüterproduktion steht eine gleichbleibende Nachfrage entgegen. Der Konsumgüterverzicht führt zu „erzwungenem Sparen“, das den von den Investoren beanspruchten Ressourcen entspricht. Mit der dadurch verursachten Preissteigerung erreicht das Wirtschaftshoch einen kritischen Punkt: Die Konsumgüterpreise steigen bei nunmehr steigendem Zins. Die einzigen Lösungen waren für von Hayek die weitere Kreditexpansion, um die Abnahme der Kapitalgüternachfrage zu vermeiden, oder der schmerzhafte, aber dauerhaft unvermeidbare Prozess der Rezession. In der Rezession gleicht sich das intersektorale Ungleichgewicht der tatsächlichen Nachfragestruktur wieder an (monetäre Überinvestitionstheorie). Im Unterschied zum Monetarismus war für von Hayek die Entstehung von Rezessionen durch das Zusammenspiel zwischen monetären Phänomenen und der realen Produktionsstruktur bedingt. Durch die Weltwirtschaftskrise sah von Hayek seine Arbeiten bestätigt. John Maynard Keynes und Milton Friedman sahen die Politikempfehlungen Hayeks hingegen als schädlich an und als ein Grund dafür, dass aus der Weltwirtschaftskrise eine große Depression wurde. Hayeks Theorie der konjunkturellen Schwankungen und der Möglichkeit ökonomischer Krisen durch erzwungenes Sparen wurde von Piero Sraffa einer grundsätzlichen theoretischen Kritik unterzogen.
Von Hayek sah in den Arbeiten der Chicagoer Schule um Frank Knight und dessen „mystischer“ Kapitaltheorie die Grundlagen für den Keynesianismus. Keynes bezeichnete in der auf das Erscheinen des Buches folgenden Diskussion von Hayeks Theorie als „one of the most frightful muddles I have ever read, with scarcely a sound proposition in it“. Von Hayek warf Keynes vor, seine Theorien basierten auf keiner systematischen Kapitaltheorie, seine makroökonomischen Betrachtungen seien nutzlos. Die Theorie der Unterkonsumption sei ein Mythos. Aber auch vonseiten der Chicago School, namentlich von Milton Friedman, wurde die Konjunkturtheorie der österreichischen Schule abgelehnt, die rigide Ablehnung von Staatsintervention während Wirtschaftskrisen für gefährlich und schädlich gehalten:

“The Hayek-Mises explanation of the business cycle is contradicted by the evidence. It is, I believe, false.”

„Die Hayek-Mises-Konjunkturtheorie ist durch Tatsachen widerlegt. Sie ist, wie ich glaube, falsch.“

#### The Counter-Revolution of Science (1955)
Nach von Hayeks Übersiedlung nach Chicago 1949 beschäftigte er sich weniger mit rein ökonomischen Themen. Seine Arbeiten konzentrierten sich nun auf sozialphilosophische Überlegungen um den Sozialismus, „Stückwerk-Technologie“ und „Sozialingenieure“. In Weiterführung der Gedanken Mengers vertritt von Hayek, dass eine Gesellschaft nicht rational organisierbar ist, da Wissen in Gesellschaften nur verstreut vorhanden ist. Stattdessen entwickele sich eine „spontane Ordnung“, genannt Kosmos, die von der durch bewusstes Handeln geschaffenen Ordnung, genannt Taxis, zu unterscheiden sei. In der spontanen Ordnung könnten die Menschen ihre frei gewählten Ziele mit frei gewählten Mitteln verfolgen. Das Wesen des Staates sei aber Zwang und Gewalt. Die spontane Ordnung werde gestört, wenn versucht wird, in der ganzen Gesellschaft eine neue Ordnung zu errichten. Durch die gewaltsame Störung dieser spontanen Ordnung werde der Anreiz zur Wissensschaffung verringert. Alle sozialen Institutionen, wie Sprache, Recht, Moral, seien nicht zentral steuerbar, sondern ein verstreut stattfindender, evolutiver Prozess, in dem die Erfahrungen und Wünsche von Millionen einzelner Menschen relevant seien.
Sozialistische Vorstellungen basierten auf der Übertragung atavistischer Vorstellungen, die für Kleingruppen und Stämme aus der Frühzeit der Menschheit geeignet waren. Die für den Sozialismus typische Beibehaltung dieser Vorstellungen führe auf Dauer zu primitiver Subsistenzwirtschaft in Stämmen. Für die Erhöhung des Lebensstandards in einer modernen arbeitsteiligen Gesellschaft, die durch friedlichen und freiwilligen Güteraustausch charakterisiert sei, taugten sie nicht. Von Hayek verallgemeinerte so die Theorie von Mises’ für jede kartesisch-rationalistisch konstruierte Gesellschaft. In The Counter-Revolution of Science (deutsch: Missbrauch und Verfall der Vernunft) nennt er diese auf Comte, Saint-Simon und Bentham zurückgehenden Ideen „Szientismus“: Die Methoden der Naturwissenschaften (insbesondere der Physik) seien nicht auf die Sozialwissenschaften übertragbar. Damit richtete er sich auch gegen Milton Friedmans Positivismus. Obwohl er Friedman und viele seiner Ideen bewunderte, hielt er dessen in den Essays in Positive Economics (1953) dargelegte Methodik für gefährlich. Der Monetarismus und der Keynesianismus seien sich letztlich sehr ähnlich.

#### Recht, Gesetz und Freiheit (1973–1979)
Charakteristisch für den Sozialismus war für von Hayek institutionalisierter und systematischer Zwang. In Sozialismus wandle sich das abstrakte und allgemein geltende Gesetz zu bürokratischen Anweisungen für das individuelle Verhalten. Frei gewählte Verhaltensnormen würden durch staatliche Anweisungen ersetzt. Auch die Gerechtigkeit werde im Sozialismus grundlegend anders definiert. Während iustitia traditionell blind und ohne Rücksicht auf Reichtum und Armut nach abstrakten Normen entscheide, sei soziale Gerechtigkeit das Ergebnis der willkürlichen Entscheidung eines Zentralorgans im Hinblick auf Ergebnisgleichheit. Dies widerspreche jedoch grundlegend dem Gedanken der Gleichheit vor dem Gesetz; Rechtssicherheit werde nicht mehr beachtet. Der freiwillige Vertrag werde durch die Hegemonie der Mehrheit ersetzt.

### Austrian EconomicsundNeo-Austriansin den USA
Die frühe Rezeption der Österreichischen Schule in den USA geht zunächst auf Benjamin Anderson (The Value of Money (1917)), Philip Wicksteed und Frank Fetter, ab von Mises’ Emigration in die Vereinigten Staaten auf Henry Hazlitt, William Harold Hutt, Kurt Richebächer, Frederick Nymeyer und Hans Sennholz zurück. Zu der beeinflussten politischen Prominenz gehören der US-Kongress-Abgeordnete Ron Paul, der selbst über die Lehren publiziert und der ehemalige tschechische Präsident Václav Klaus. Auf der Grundlage der Arbeiten Hayeks (insbesondere des Hayekschen Dreiecks) schuf Roger W. Garrison eine Makroökonomik der Kapitalstrukturen mit dem Ziel, lang- und kurzfristige Perspektiven zu versöhnen.

#### Murray Rothbard (1926–1995)

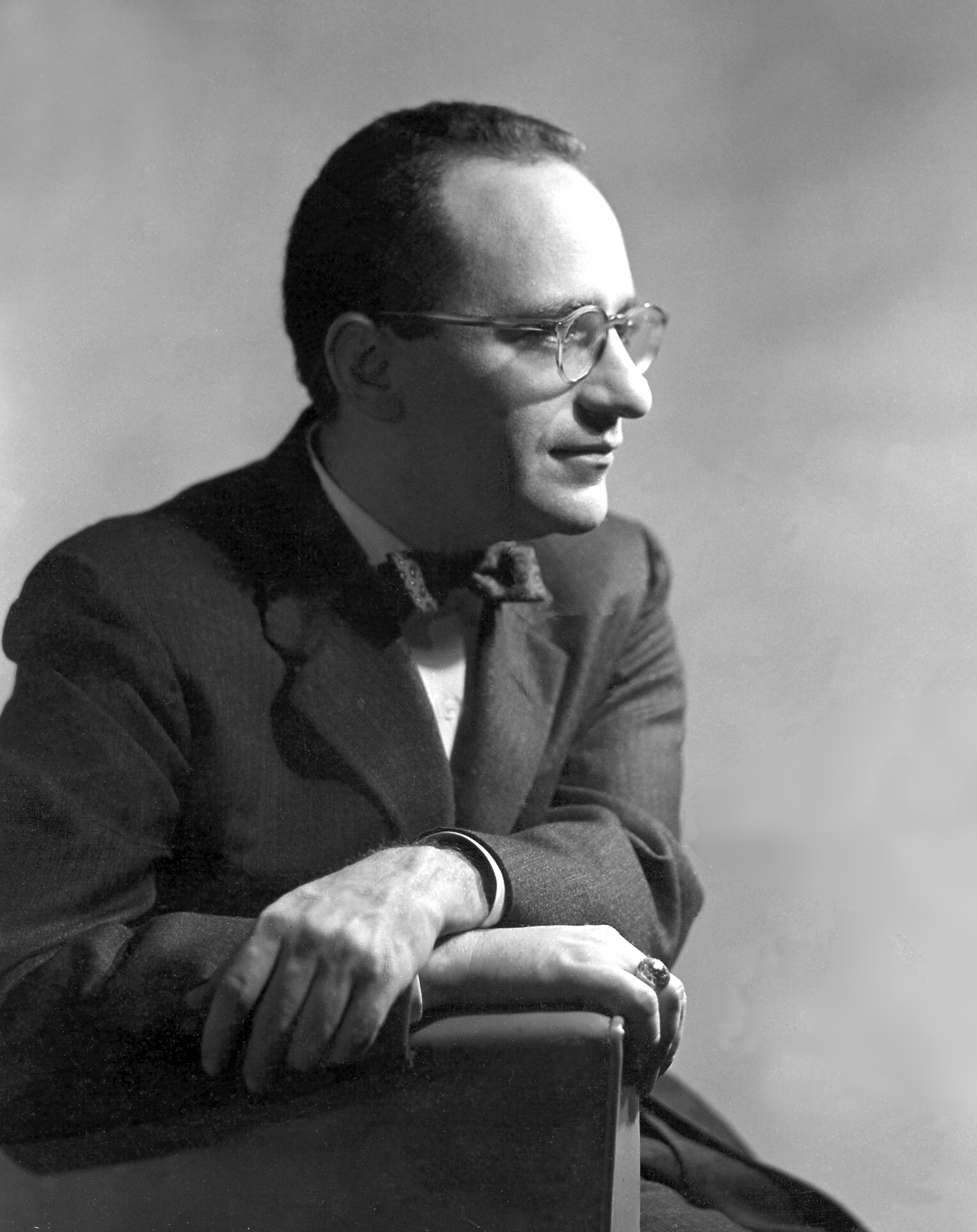
Murray Rothbard (1926–1995)

##### America’s Great Depression (1963)
Murray Rothbard kam in den 1950er Jahren in Kontakt zu Ludwig von Mises; dessen Werk Human Action übte großen Einfluss auf ihn aus. In America’s Great Depression wandte er von Mises’ Konjunkturtheorie auf die Weltwirtschaftskrise von 1929 an. Er kam zu dem Ergebnis, dass diese durch vorherige inflationäre Geldpolitik in den 1920er Jahren verursacht und durch die sich anschließende interventionistische Wirtschaftspolitik Herbert C. Hoovers unnötig verlängert worden sei. Dies steht in diametralem Gegensatz zu Milton Friedmans zeitgleich erscheinender Analyse in A Monetary History of the United States (1857–1960). Diese Unterschiede erklären sich freilich darin, dass Friedman der herkömmlichen Definition von Inflation folgte, wonach diese im Anstieg des Preisniveaus zu sehen ist. Rothbard dagegen folgte von Mises’ Verwendung des Begriffs, wonach Inflation bereits bei Geldmengenwachstum vorliegt. Ebenso bezog er in die Geldmenge auch alle zum Nennwert einlösbaren Geldersatzmittel ein, unter anderem Rückkaufsrechte an Lebensversicherungen.

##### Man, Economy and the State (1962)
Rothbards ökonomische Methode sieht ihre Grundlage in von Mises’ Praxeologie: Auch für Rothbard ist die Wirtschaftswissenschaft nur Teil einer Theorie des menschlichen Handelns, die deduktiv aus praxeologischen Axiomen zu entwickeln ist. Er präzisierte und systematisierte von Mises’ Werk, brachte aber in ökonomischer Hinsicht kaum Neuerungen gegenüber von Mises. Er ergänzte die Grundlagen der Praxeologie jedoch um zwei subsidiäre Annahmen:

“The present work deduces the entire corpus of economics from a few simple and apodictically true axioms: the Fundamental Axiom of action—that men employ means to achieve ends, and two subsidiary postulates: that there is a variety of human and natural resources, and that leisure is a consumer’s good.”

„Das vorliegende Werk leitet das gesamte Theoriegebäude der Wirtschaftswissenschaft von wenigen einfachen und apodiktisch wahren Axiomen ab: dem Grundaxiom des Handelns – dass Menschen Mittel verwenden, um Ziele zu erreichen – und zwei subsidiären Voraussetzungen: dass es eine Vielzahl menschlicher und natürlicher Ressourcen gibt und dass Freizeit ein Konsumgut ist.“

Von Mises lehnte jegliche naturrechtliche Argumentationen noch strikt ab und war Verfechter einer utilitaristischen Methode. Rothbard dagegen versuchte, von Mises’ aprioristische Methode mit dem naturrechtlichen Nichtaggressionsprinzip zu verbinden: Ethik und Naturrecht seien objektiv erkennbar. Ferner ersetzte er den Grundsatz der Konsumentensouveränität durch individuelle Souveränität. In diesen weiteren weltanschaulichen, ethischen und politischen Kontext eingebettet kam Rothbard zu weitaus radikaleren und politischeren Folgerungen als von Mises: der Forderung nach einem radikalen kapitalistischen Libertarismus, dem Anarchokapitalismus. Rothbard wandte sich ab Ende der 1960er Jahre weniger ökonomischen Fragen zu als seiner politischen Ideologie, als deren umfassendste Darstellung Power and Market (1970) gelten kann. Rothbard steht mit seiner naturrechtlichen Argumentation auch in Kontrast zu Friedrich von Hayek. Für von Hayek war die Deduktion aus naturrechtlichen Prämissen methodisch einem gefährlichen konstruktivistischen Rationalismus zuzuordnen. Rothbard dagegen hielt jede andere Methode als seine naturrechtliche für irrational: Der Mensch sei kraft seiner Vernunft in der Lage, das Naturrecht zu erkennen. Dies zu verkennen sei Ablehnung der Vernunft. Von Hayeks The Constitution of Liberty kritisierte er heftig: „[It is] surprisingly and distressingly, an extremely bad, and I would even say evil, book.“

#### Ludwig von Mises Institute
1982 gründete Lew Rockwell das libertär-akademische Ludwig von Mises Institute in Auburn (Alabama). Auf dessen Einfluss zurückgehend bezeichnet Austrian economics in den USA meist einen naturrechtlichen, konservativen Anarchokapitalismus. Diese Entwicklung in den USA findet ihren Ursprung in der Interpretation des Werks Ludwig von Mises’ durch Murray Rothbard. Dem Institut gehören unter anderem Hans-Hermann Hoppe (University of Nevada, Las Vegas), Jörg Guido Hülsmann (Universität Angers), Pascal Salin (Emeritus der Universität Paris-Dauphine) und Jesús Huerta de Soto (Universität Rey Juan Carlos) an.
Diese Interpretation unterscheidet sich zum Teil erheblich von den Ansichten Mengers bis von Hayeks: Böhm-Bawerk, von Mises und von Hayek lehnten Anarchie und naturrechtliche Begründungen strikt ab. Markt konnte für sie nur innerhalb einer staatlichen Ordnung existieren. Trotz ihrer anti-marxistischen Haltung verblieb die Österreichische Schule von Menger bis von Hayek eher apolitisch. Wieser schloss staatliche Intervention nicht aus. Von Hayek und von Mises legten großen Wert auf die Wertfreiheit ihrer ökonomischen Methode. Rothbard und das in seiner Tradition stehende Ludwig von Mises Institute befürworten dagegen einen naturrechtlich legitimierten Anarchokapitalismus. In kultureller und ethischer Hinsicht ordnen sich seine Mitglieder als konservativ ein. Beobachter zweifeln deshalb deren Identifikation mit der Tradition der Österreichischen Schule an. The Review of Austrian Economics (ISSN 0889-3047) bzw. das Quarterly Journal of Austrian Economics (ISSN 1098-3708) gelten als die wichtigsten wissenschaftlichen Zeitschriften über Austrian economics.

#### Israel Kirzner (* 1930)Competition and Entrepreneurship (1973)

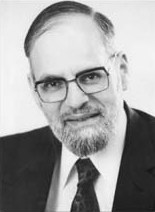
Israel Kirzner (* 1930)

Ein weiterer US-amerikanischer Von-Mises-Schüler ist Israel Kirzner (New York University). Im Gegensatz zu Rothbard bemühte sich Kirzner um den Dialog mit der mainstream-Wirtschaftswissenschaft und betonte Gemeinsamkeiten. So stellt Market Theory and the Price System (1963) einen Versuch dar, die von Mises’sche Preistheorie in die konventionelle Preistheorie zu integrieren. An Essay on Capital (1966) war eine moderne Fassung der österreichischen Kapitaltheorie.
Kirzners Competition and Entrepreneurship gilt als der erste wichtige amerikanische Beitrag zur konventionellen Wirtschaftswissenschaft mit spezifisch österreichischem Einschlag. Statt, wie Rothbard, in fundamentaler Opposition gegen das neoklassische Modell zu argumentieren, sieht der Beitrag sich zur Ergänzung einer weithin anerkannten Lücke des neoklassischen mikroökonomischen Modells: Gleichgewichtsmodelle waren dort zwar unumstritten anerkannt, doch herrschte keine Einigkeit, wie Gleichgewichtspreise tatsächlich entstanden. Kirzner schlug vor, diese Lücke mit dem österreichischen Modell von Märkten als unternehmerischen Entdeckungsprozessen zu füllen.
Die Aufgabe des Unternehmers (entrepreneur) besteht für Kirzner darin, jederzeit für die Anpassung der Preise an das Marktgleichgewicht zu sorgen. Zu jeder Zeit und an jedem Ort bestehen unzählige ungenutzte Gelegenheiten, aus denen sich Gewinn machen ließe. Im neoklassischen Modell vollständiger Information müssten dagegen bereits alle Gewinnmöglichkeiten entdeckt sein. Tatsächlich ist für Kirzner gerade unvollständige Information die Ursache für Gewinn. Der Unternehmer unterscheidet sich von anderen dadurch, dass er durch seine „Findigkeit“ (engl. „alertness“) solche Gelegenheiten aufspürt und daraus seinen Gewinn schöpft. Unternehmer kann danach grundsätzlich jeder sein. Wettbewerb besteht für ihn nur so lange, wie Unternehmer miteinander durch Produktinnovationen und Preissenkungen konkurrieren und konkurrieren dürfen.

“For me the changes the entrepreneur initiates are always toward the hypothetical state of equilibrium; they are changes brought about in response to existing patterns of mistaken decisions, a pattern characterised by missed opportunities. The entrepreneur, in my view, brings into mutual adjustment those discordant elements which resulted from prior market ignorance.”

„Für mich sind die durch den Unternehmer eingeleiteten Veränderungen immer auf den hypothetischen Gleichgewichtszustand ausgerichtet; es sind Veränderungen, die als Reaktion auf die vorhandenen Fehlentscheidungen, die durch verpaßte Gelegenheiten gekennzeichnet sind, hervorgebracht werden. In meiner Betrachtungsweise bringt der Unternehmer nicht-übereinstimmende Elemente, die aus früherer Marktunwissenheit entstanden waren, zu gegenseitiger Anpassung.“

Letztlich stellt Kirzner Werk eine Verschmelzung des von Mises’schen Unternehmerbegriffs, bereichert um das Konzept der Findigkeit (alertness), mit von Hayeks Wissenstheorie dar. Das herkömmliche neoklassische Modell betont nach seiner Ansicht den Gleichgewichtspreis in unbotmäßiger Weise, da er tatsächlich nur ein Übergangsstadium sei. Die evolutiven Übergangsprozesse zu studieren sei ein nicht minder wichtiger Teil der Wirtschaftswissenschaft.
Folglich sieht Kirzner auch Monopole im herkömmlichen Sinne als lediglich kurzzeitige Folge von Produktinnovationen und unternehmerischem Geschick: Bietet ein Unternehmer als einziger ein bestimmtes Produkt an, so ist dies so lange unproblematisch, als für andere die Möglichkeit besteht, ebenfalls ihr innovatives Produkt auf dem Markt anzubieten. Echte, schädliche Monopole sind für ihn nur solche, die durch staatliches Privileg entstehen und durch rechtliche Schranken für Mitbewerber verursacht sind.
Kirzner fand mit seinem Werk beachtliches Gehör innerhalb der mainstream-Wirtschaftswissenschaft und sorgte so auch für eine breitere Rezeption der Österreichischen Schule insgesamt, jenseits der Fundamentalopposition Rothbards. Er veranlasste neben von Hayeks Nobelpreis das sogenannte austrian revival in den USA.

## Kritik

### Allgemeine Kritik
Die meisten Ökonomen lehnen die österreichische Schule ab, weil diese der Verwendung von Statistik und empirischer Methodik sehr kritisch gegenübersteht.
Paul Krugman hat erklärt, dass Ökonomen dieser Schule keine Fehler in ihrem eigenen Denken erkennen können, weil „die Österreicher“ keine expliziten Modelle verwenden würden.
Jeffrey Sachs argumentiert, dass unter den Industrieländern diejenigen mit hohen Steuersätzen und hohen Sozialausgaben bei den meisten Maßstäben der Wirtschaftsleistung besser abschneiden als Länder mit niedrigen Steuersätzen und geringen sozialen Ausgaben. Er kommt zu dem Schluss, dass Friedrich August von Hayek zu Unrecht argumentiert hat, dass hohe Staatsausgaben einer Wirtschaft schaden und „ein großzügiger Sozialstaat kein Weg zur Knechtschaft, sondern zu Fairness, wirtschaftlicher Gleichheit und internationaler Wettbewerbsfähigkeit ist“.

### Methodik
Kritiker argumentieren im Allgemeinen, dass es der österreichischen Schule an wissenschaftlicher Genauigkeit mangelt und sie wissenschaftliche Methodik wie die Verwendung empirischer Daten zur Modellierung des Wirtschaftsverhaltens ablehnt.
Einige Ökonomen beschreiben die österreichische Methodik als a priori oder nicht-empirisch und damit inkompatibel mit einem modernen Wissenschaftsverständnis.
Mark Blaug kritisiert die übermäßige Abhängigkeit der österreichischen Schule vom methodischen Individualismus und argumentiert, dass dies alle makroökonomischen Theorien ausschließen würde, die nicht auf mikroökonomische Theorien reduziert werden können. Blaug kritisiert diesen theoretischen Reduktionismus.
Der amerikanische Ökonom Thomas Mayer hat erklärt, dass die Österreicher eine wissenschaftliche Methodik ablehnen, die die Entwicklung empirisch-falsifizierbarer Theorien beinhaltet. Darüber hinaus haben Ökonomen zahlreiche Experimente entwickelt, die relevante Informationen über individuelle Präferenzen liefern.
Paul A. Samuelson schrieb 1964, dass die meisten Ökonomen glauben, dass ökonomische Schlussfolgerungen, die durch rein logische Deduktion gezogen werden, begrenzt und schwach sind. Laut Samuelson war Mises 'deduktive Methodik, die auch von Murray Rothbard und in geringerem Maße von Mises’ Schüler Israel Kirzner übernommen wurde, an und für sich ungenügend.

### Konjunkturtheorie
Die gängige Wirtschaftsforschung zur österreichischen Konjunkturtheorie stellt fest, dass sie nicht mit empirischen Daten übereinstimmt. Ökonomen wie Milton Friedman und Paul Krugman haben erklärt, dass sie die Theorie aufgrund der Datenlage für falsch halten.
Die theoretischen Einwände lassen sich wie folgt zusammenfassen: Die österreichische Konjunkturtheorie verlangt von Bankern und Investoren eine systematische und unerklärliche Irrationalität, da Investoren wiederholt (durch vorübergehend niedrige Zinssätze) dazu verleitet werden, unrentable Anlageentscheidungen zu treffen.
Milton Friedman formulierte folgende Kritik:

“I think the Austrian business-cycle theory has done the world a great deal of harm. If you go back to the 1930s, which is a key point, here you had the Austrians sitting in London, Hayek and Lionel Robbins, and saying you just have to let the bottom drop out of the world. You've just got to let it cure itself. You can't do anything about it. You will only make it worse. You have Rothbard saying it was a great mistake not to let the whole banking system collapse. I think by encouraging that kind of do-nothing policy both in Britain and in the United States, they did harm.”

„Ich denke, die österreichische Konjunkturtheorie hat der Welt großen Schaden zugefügt. Wenn man in die 1930er Jahre zurückgeht, was ein Schlüsselmoment ist, da saßen die Österreicher in London, Hayek und Lionel Robbins, und sagten, man müsse einfach den Boden aus der Welt fallen lassen. Man muss sie sich selbst heilen lassen. Man kann nichts dagegen tun. Man wird es nur noch schlimmer machen. Rothbard hat gesagt, es sei ein großer Fehler gewesen, nicht das gesamte Bankensystem zusammenbrechen zu lassen. Ich denke, indem sie diese Art der Politik des Nichtstuns sowohl in Großbritannien als auch in den Vereinigten Staaten förderten, haben sie Schaden angerichtet.“

### Primärliteratur
Erste Generation
- Carl Menger: Grundsätze der Volkswirtschaftslehre. Wilhelm Braumüller, Wien 2006, ISBN 3-86550-523-6 (files.libertyfund.org [PDF; 17,0 MB] Erstausgabe:  1871).
- Carl Menger: Untersuchungen über die Methode der Sozialwissenschaften, und der politischen Ökonomie insbesondere. Duncker & Humblot, Leipzig 2006, ISBN 3-86550-523-6 (files.libertyfund.org [PDF; 21,3 MB] Erstausgabe:  1883).

Zweite Generation
- Eugen von Böhm-Bawerk: Geschichte und Kritik der Kapitalzinstheorien. In: Kapital und Kapitalzins. Erste Abtheilung. Fischer, Jena 1994, ISBN 3-87881-085-7 (ia351402.us.archive.org [PDF; 32,7 MB] Erstausgabe:  1884).
- Eugen von Böhm-Bawerk: Positive Theorie des Kapitales (Buch I–IV). In: Kapital und Kapitalzins. Zweite Abtheilung, 1. Band. Wagner, Innsbruck 1991, ISBN 3-87881-061-X (Erstausgabe:  1889).
- Eugen von Böhm-Bawerk: Positive Theorie des Kapitales (Exkurse). In: Kapital und Kapitalzins. Zweite Abtheilung, 2. Band. Wagner, Innsbruck 1991, ISBN 3-87881-061-X (Erstausgabe:  1902).

Dritte Generation
- Ludwig von Mises: Theorie des Geldes und der Umlaufmittel. Duncker & Humblot, Leipzig 2005, ISBN 3-428-11882-0 (mises.org [PDF; 24,2 MB] Erstausgabe:  1912).
- Ludwig von Mises: Die Gemeinwirtschaft – Untersuchungen über den Sozialismus. Gustav Fischer, Jena 2007, ISBN 978-3-8282-0411-9 (docs.mises.de [PDF; 2,9 MB] Erstausgabe:  1922).
- Ludwig von Mises: Human Action – A Treatise on Economics. 2008, ISBN 978-0-945466-24-6 (mises.org [PDF; 55,7 MB] Erstausgabe:  1949).

Vierte Generation
- Friedrich von Hayek: Prices and Production. Routledge & Kegan, London 1931.
- Friedrich von Hayek: The Road to Serfdom. Routledge, London 2007, ISBN 978-0-226-32055-7 (Erstausgabe:  1944).
- Friedrich von Hayek: The Use of Knowledge in Society. In: American Economic Review. 1945 (online).
- Friedrich von Hayek: The Counter-Revolution of Science – Studies in the Abuse of Reason. Collier-Macmillan Limited, London 1955 (ia331336.us.archive.org [PDF; 11,8 MB]).
- Friedrich von Hayek: Recht, Gesetz und Freiheit – Eine Neufassung der liberalen Grundsätze der Gerechtigkeit und der politischen Ökonomie. Band 4, 2003, ISBN 3-16-147878-9 (Originaltitel: Law, Legislation and Liberty. A New Statement of the Liberal Principles of Justice and Political Economy. Erstausgabe:  1973).

Neo-Austrians
- Murray Rothbard: Man, Economy, And State: A Treatise On Economic Principles. D. Van Nostrand Co., Princeton 2004, ISBN 0-945466-30-7 (mises.org [PDF; 5,4 MB]).
- Israel Kirzner: Competition and Entrepreneurship. Chicago University Press, Chicago 1978, ISBN 0-226-43776-0.

Rezeption
- Nikolai Bucharin: Die politische Ökonomie des Rentners. Die Wert- und Profittheorie der österreichischen Schule. Verlag für Literatur und Politik, Wien/ Berlin 1926.
- Frank H. Knight: Professor Mises and the Theory of Capital. In: Economica. Band 8, Nr. 32, November 1941, S. 409–427.
- Robert Nozick: On Austrian Methodology. In: Synthese – An International Journal for Epistemology, Methodology and Philosophy of Science. Band 36, 977, S. 353–392.

### Sekundärliteratur
- Karsten von Blumenthal: Die Steuertheorien der Austrian Economics: Von Menger zu Mises. Metropolis-Verlag, Marburg 2007, ISBN 978-3-89518-618-9 (Zugl. Dissertation Universität Hamburg, 2007).
- Peter Boettke (Hrsg.): The Elgar companion to Austrian Economics. Edward Elgar Publishing, Cheltenham 1998, ISBN 1-85898-776-8.
- Malte Michael Faber: Introduction to Modern Austrian Capital Theory. Springer, Berlin 1979.
- Sandye Gloria-Palermo: The Evolution of Austrian Economics: From Menger to Lachmann. Routledge, London/New York 1999, ISBN 0-415-19500-4.
- Wolfgang Grassl und Barry Smith (Hrsg.): Austrian Economics. Historical and Philosophical Background. New York University Press, New York 1986, ISBN 0-8147-3007-8.
- Friedrich von Hayek: Economic Thought VI: The Austrian School. In: David L. Sills (Hrsg.): International Encyclopedia of the Social Sciences. Band 4. The Macmillan Company & The Free Press, New York 1968, S. 458–462.
- Friedrich A. v. Hayek Institut (Hrsg.): Von Menger bis Mises. Friedrich A. v. Hayek Institut, Wien 2000, ISBN 3-933180-58-9.
- Friedrich A. v. Hayek Institut (Hrsg.): Von Hayek bis White. Friedrich A. v. Hayek Institut, Wien 2000, ISBN 3-933180-59-7.
- John Richard Hicks, Wilhelm Weber (Hrsg.): Carl Menger and the Austrian School of Economics. Oxford University Press, Oxford 1973, ISBN 0-19-828181-1.
- Randall G. Holcombe (Hrsg.): 15 Great Austrian Economists. Ludwig von Mises Institute, Auburn (Alabama) 1999, ISBN 0-945466-04-8.
- Jesús Huerta de Soto: Die österreichische Schule – Markt und Kreativität. Friedrich A. v. Hayek Institut, Wien 2007, ISBN 978-3-902466-03-7 (Originaltitel: La Escuela Austríaca – Mercado y Creatividad. Übersetzt von Ingolf Günter Krumm).
- Israel Kirzner: Austrian Economics. In: Steven N. Durlauf, Lawrence E. Blume (Hrsg.): The New Palgrave – Dictionary of Economics. 2. Auflage. Band 1. Palgrave Macmillan, New York 2008, S. 313–320.
- Norbert Leser: Die Wiener Schule der Nationalökonomie. Boehlau Verlag, Wien 1986, ISBN 3-205-06353-8.
- Fritz Machlup: Austrian Economics. In: D. Greenwald (Hrsg.): Encyclopedia of Economics. MacGraw-hill, New York 1982.
- Reinhard Neck (Hrsg.): Die Österreichische Schule der Nationalökonomie (= Schriftenreihe der Karl Popper Foundation Series. Band 4). Karl Popper Foundation, Verlag Peter Lang, 2008, ISBN 978-3-631-54668-0.
- Mario J. Rizzo: Austrian economics: recent work. In: Steven N. Durlauf, Lawrence E. Blume (Hrsg.): The New Palgrave Dictionary of Economics. Online Edition. Palgrave Macmillan, 2009, doi:10.1057/9780230226203.1915.
- Eugen-Maria Schulak, Herbert Unterköfler: Die Wiener Schule der Nationalökonomie – Eine Geschichte ihrer Ideen, Vertreter und Institutionen. Bibliothek der Provinz, Weitra 2009, ISBN 978-3-902416-17-9.
- Mark Skousen: Vienna & Chicago, friends or foes?: a tale of two schools of free-market economics. Capital Press, Washington 2005, ISBN 0-89526-029-8 (Eine Abhandlung über das zwiespältige Verhältnis zur Chicago School).
- Rahim Taghizadegan: Alles, was Sie über die Österreichische Schule der Nationalökonomie wissen müssen, FinanzBuch Verlag, München, 2017, ISBN 978-3-95972-008-3
- Karen Iversen Vaughn: Austrian Economics in America: The Migration of a Tradition. Cambridge Univ Press, 1998, ISBN 0-521-63765-1.
- Friedrun Quaas, Georg Quaas: Die Österreichische Schule der Nationalökonomie. Darstellung, Kritiken und Alternativen. Metropolis, 2013, ISBN 978-3-7316-1031-1.